# Rüdiger Wehner

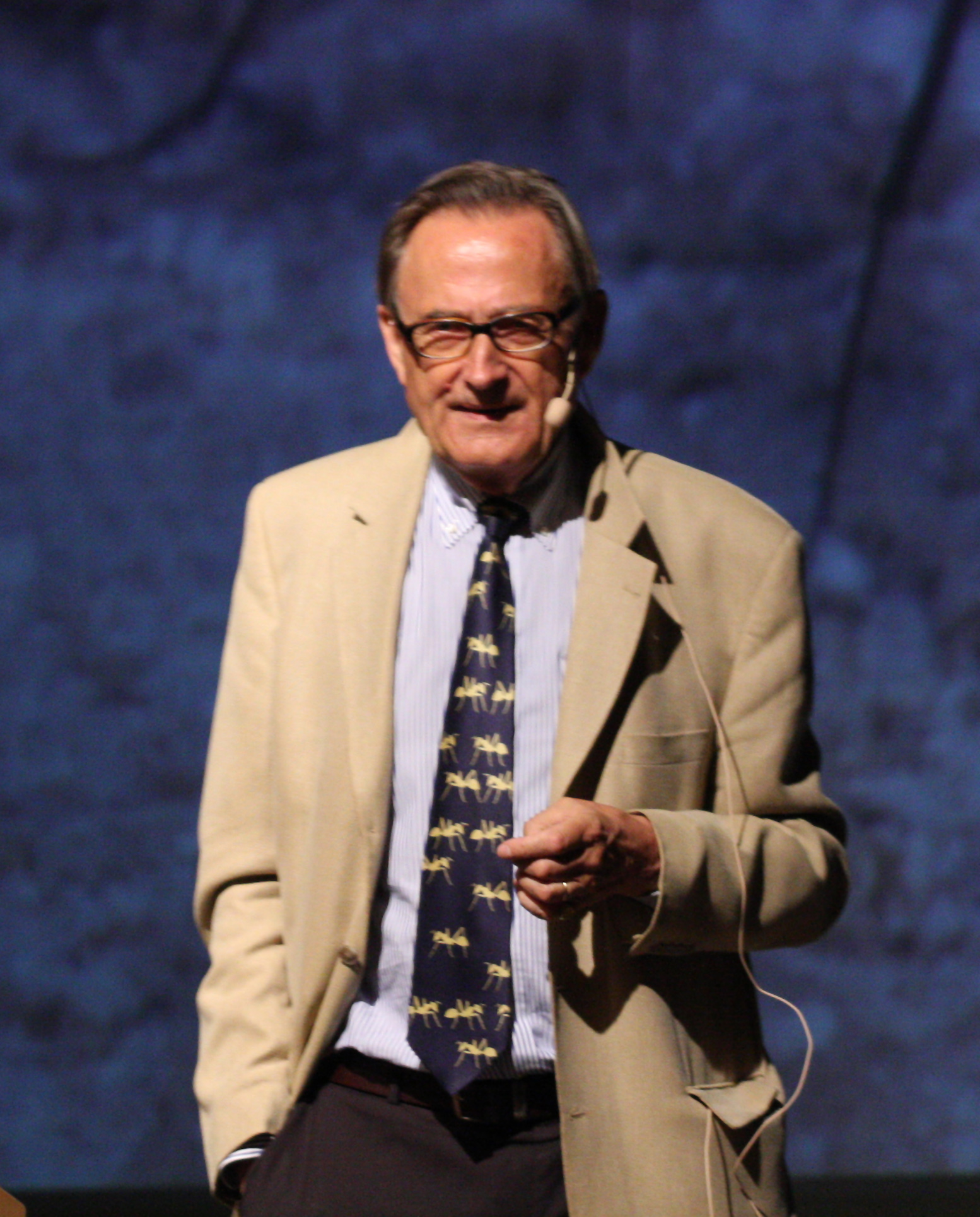
Rüdiger Wehner (2012)

Rüdiger Wehner (* 6. Februar 1940 in Nürnberg) ist ein deutsch-schweizerischer Neuro- und Verhaltensbiologe. Er war Ordinarius und Direktor des Zoologischen Instituts der Universität Zürich und Permanent Fellow am Wissenschaftskolleg zu Berlin.

## Leben
Sein Abitur erwarb Rüdiger Wehner 1960 am Kaiserin-Friedrich-Gymnasium in Bad Homburg. Anschließend studierte er Biologie, Chemie und Philosophie an der Goethe-Universität Frankfurt, wo er das Staatsexamen ablegte und 1967 bei Martin Lindauer promovierte. 1970 habilitierte er sich an der Universität Zürich bei Ernst Hadorn. Nach einem Forschungsaufenthalt an der Yale University (1973–1974) wurde er 1974 als Ordinarius für Zoologie, speziell Physiologie an die Universität Zürich berufen, wo er dem Zoologischen Institut bis zu seiner Emeritierung 2005 als Direktor vorstand. Als Andrew Dickson White Professor (at Large) war er 1987-1993 an der Cornell University und als Non-Resident Permanent Fellow 1990-2008 am Wissenschaftskolleg zu Berlin tätig. 2005–2008 bekleidete er die erste Emeritus-Forschungsprofessur an der Universität Zürich und 2008-2009 als Humboldt-Preisträger eine Gastprofessur an der Universität Würzburg.
Rüdiger Wehner ist mit der Biologin und Wissenschaftsjournalistin Sibylle Segesser von Brunegg verheiratet.

## Forschung und Lehre
Rüdiger Wehners Forschungsgebiet umfasst die Neuro- und Verhaltensbiologie von Navigationsleistungen sozialer Insekten. Mit einer Kombination von experimenteller Verhaltensforschung im Freiland und anschließenden sinnes- und neurobiologischen Analysen sowie computergestützten Modellrechnungen hat er mit seinen Arbeitsgruppen in jahrzehntelanger Forschungsarbeit die nordafrikanische Wüstenameise Cataglyphis zu einem Modellorganismus der Navigationsforschung erhoben. Er konnte zeigen, dass die Ameisen bei ihren Beutezügen Richtungen mit Himmels-, Wind- und Magnetkompassen messen, Entfernungen mit optischen und Schrittzähler-Methoden bestimmen und mit den erhaltenen Daten Wegintegration betreiben, so dass sie stets auf geradlinigem Weg zum Nest zurückfinden (Vektornavigation). Er hat ferner nachgewiesen, dass sie Landmarken über Bildvergleichsverfahren zur Orientierung einsetzen. Seine Konzepte liefern wesentliche Beiträge zu allgemeinen Fragen der Orientierung im Raum. Darüber hinaus hat er seine Arbeiten zum Navigationsverhalten auf ökophysiologische, verhaltensökologische und evolutionsbiologische Aspekte ausgedehnt. Er ist Mitautor des Standard-Lehrbuchs "Allgemeine Zoologie".

## Auszeichnungen und Mitgliedschaften
- 1960  Studienstiftung des deutschen Volkes
- 1967  Jahrespreis für Dissertationen der Goethe-Universität Frankfurt
- 1977  Akademie der Wissenschaften und der Literatur zu Mainz
- 1985  Leopoldina, Nationale Akademie der Wissenschaften
- 1987  Bayerische Akademie der Wissenschaften
- 1989  Academia Europaea, London
- 1993  Carus-Medaille, Nationale Akademie der Wissenschaften Leopoldina
- 1993  American Philosophical Society[2]
- 1994  Karl-Ritter-von-Frisch-Medaille der Deutschen Zoologischen Gesellschaft
- 1995  Berlin-Brandenburgische Akademie der Wissenschaften
- 1996  Niedersächsische Akademie der Wissenschaften zu Göttingen[3]
- 1996  Distinguished Scientist Award, University of California at Los Angeles
- 1998  Österreichische Akademie der Wissenschaften
- 2000  Royal Swedish Physiographic Society
- 2002  Ehrendoktor (Dr. rer. nat. h. c.) der Carl-von-Ossietzky-Universität Oldenburg
- 2002  Marcel-Benoist-Preis, Schweizerischer Wissenschaftspreis
- 2003  Ehrendoktor (Dr. phil. h. c.), University of Lund
- 2005  American Academy of Arts and Sciences (Foreign Honorary Member)
- 2005  Ehrendoktor (Dr. rer. nat. h. c.) der Humboldt-Universität Berlin
- 2006  Ehrenmitglied der Deutschen Zoologischen Gesellschaft
- 2007  Alexander-von-Humboldt-Forschungspreis
- 2008  King Faisal International Prize for Science
- 2009  Universitätsmedaille in Silber, Universität Tübingen
- 2012  Fellow of the International Society for Neuroethology
- 2017  Australian Academy of Science[4]
- 2020  Fellow of the Royal Institute of Navigation London
- 2021  PROSE Award Winner in Biological and Life Sciences, Association of American Publishers, for “Desert Navigator”, Harvard University Press
- 2021  Bayerischer Maximiliansorden für Wissenschaft und Kunst

## Werke
Bücher und Handbuchkapitel
- E. Hadorn, R. Wehner. Allgemeine Zoologie. Thieme Verlag, Stuttgart. 4 Auflagen. 1971-1988
- R. Wehner, W. Gehring. Zoologie. Thieme Verlag, Stuttgart. 4 Auflagen. 1991-2013
- R. Wehner. Spatial Vision in Arthropods. In: Handbook of Sensory Physiology Vol. VII/6c (ed. H Autrum), pp. 287-616. Springer Verlag, Berlin und New York. 1981
- R. Wehner. Himmelsnavigation bei Insekten. Neurophysiologie und Verhalten. Orell Füssli Verlag, Zürich. 1982
- R. Wehner, R.D. Harkness, P. Schmid-Hempel.  Foraging Strategies in Individually Searching Ants, Cataglyphis bicolor. Fischer Verlag, Stuttgart. 1983
- R. Wehner. Arthropods. In: Animal Homing (ed. F. Papi), pp. 45-144. Chapman and Hall, London. 1992
- R. Wehner. Desert Navigator. The Journey of an Ant. Belknap Press of Harvard University Press, Cambridge MA. 2021

Originalpublikationen (Auswahl)
- R. Wehner, B. Lanfranconi. What do the ants know about the rotation of the sky? Nature 293, 731-733. 1981, doi:10.1038/293731a0
- S. Rossel, R. Wehner. Polarization vision in bees. Nature 323, 128-131. 1986, doi:10.1038/323128a0
- R. Wehner. 'Matched filters' - neural models of the external world. J. Comp. Physiol. A 161, 511-531. 1987, doi:10.1007/BF00603659
- R. Wehner, A.C. Marsh, S. Wehner. Desert ants on a thermal tightrope. Nature 357, 586-587. 1992, doi:10.1038/357586a0
- R. Wehner, G.D. Bernard. Photoreceptor twist: a solution to the false-color problem. Proc. Natl. Acad. Sci. USA 90, 4132-4135. 1993, doi:10.1073/pnas.90.9.4132
- R. Wehner. The polarization-vision project: championing organismic biology. In Neural Basis of Behavioural Adaptations (eds. K. Schildberger, N. Elsner), pp. 103-143. Fischer-Verlag, Stuttgart and New York. 1994
- R. Wehner. Navigation in context: grand theories and basic mechanisms. J. Avian Biol. 29, 370-386. 1998
- S. Wohlgemuth, B. Ronacher, R. Wehner. Ant odometry in the third dimension. Nature 411, 795-798. 2001, doi:10.1038/35081069
- R. Wehner, M. Boyer, F. Loertscher, S. Sommer, U. Menzi. Desert ant navigation: one-way routes rather than maps. Curr. Biol. 16, 75-79. 2006, doi:10.1016/j.cub.2005.11.035
- R. Wehner, M. Müller. The significance of direct sunlight and polarized skylight in the ant’s celestial system of navigation. Proc. Natl. Acad. Sci. USA 103, 12575-12579. 2006, doi:10.1073/pnas.0604430103
- M. Wittlinger, R. Wehner, H. Wolf. The ant odometer: stepping on stilts and stumps. Science 312, 1965-1967. 2006, doi:10.1126/SCIENCE.1126912
- R. Wehner. The desert ant’s navigational toolkit: procedural rather than positional knowledge. J. Navigation 55, 101-114. 2008, doi:10.1002/j.2161-4296.2008.tb00421.x
- N.N. Shi, C.-C. Tsai, F. Camino, G.D. Bernard, N. Yu, R. Wehner.  Keeping cool: enhanced optical reflection and heat dissipation in silver ants. Science 349, 298-301. 2015, doi:10.1126/SCIENCE.AAB3564
- Hoinville, R. Wehner. Optimal multiguidance integration in insect navigation. Proc. Natl. Acad. Sci. USA 115, 2824-2829. 2018, doi:10.1073/PNAS.1721668115